# Балка Сажівка
Балка Сажівка, Кодацька також Сажа - балка (річка) в Україні на межі історичної місцевості Дніпра Лоцманська Кам'янка та села Старі Кодаки Дніпровського району Дніпропетровської області. Витікає біля колишнього села Сажівка. Впадає до Дніпра. 

## Назва
Назва "Сажівка" також "Сажа" походять від того що в XII - XIX століттях у балці добували сажу, з якої  у XIV - XIX ст. виготовляли порох.
Друга назва "Кодацька" отримана від розташованої неподалік фортеці Кодак, що дала початок Старим Кодакам.

## Опис
Довжина балки - 2 кілометри . Коефіцієнт звивистості річки - 1,06. 
Також балка є природнім стоком дощових  та талих вод, внаслідок чого її боки покраяні і нагадують гори  Нової Зеландії та пагорби Ірландії.
В балці росте ліс частина якого була вирубана під час промислового виробництва. Балка є місцем туризму.

## Історія
Вперше згадується у літописах у XII  столітті під назвою "Сажа", як місце де добували сажу.
По обидва боки балки виникли поселення дніпровських лоцманів, що переправляли судна крізь дніпрові пороги.
У XVII столітті в балці був збудований монастир святого Миколая, який у XVIII  столітті зруйнували татари.  
У XIX  столітті в балці було збудовано кілька промислових підприємств, найбільшим з яких був чавуноливарний завод. 
Руїни стародавнього монастиря та чавуноливарного заводу є історичними пам'ятками. 

## Легенди
Згідно першої легенди під руїнами монастиря в підземеллі схована чудотворна ікона святого Миколая, що має цілющу силу.
Згідно другої легенди в балці у печері багатий купець заховав скарб, оскільки чимось прогнівав владу і боявся конфіскації майна.
Також легенди оповідають що вночі в балці Сажівка з'являються привиди вбитих татарами ченців монастиря та робітників, що загинули на виробництві.
Досить популярною є легенда про привид Білої Панни, що з'являється в балці. Згідно оповіді в Сажівці жила багата дівчина Марія, що кохала хлопця, котрий одного дня загинув у бою. Від сліз Марії річка Дніпро стала білою.